# Slavi sudici

     Ţările în care o limbă slavă de sud este o limbă naţională.

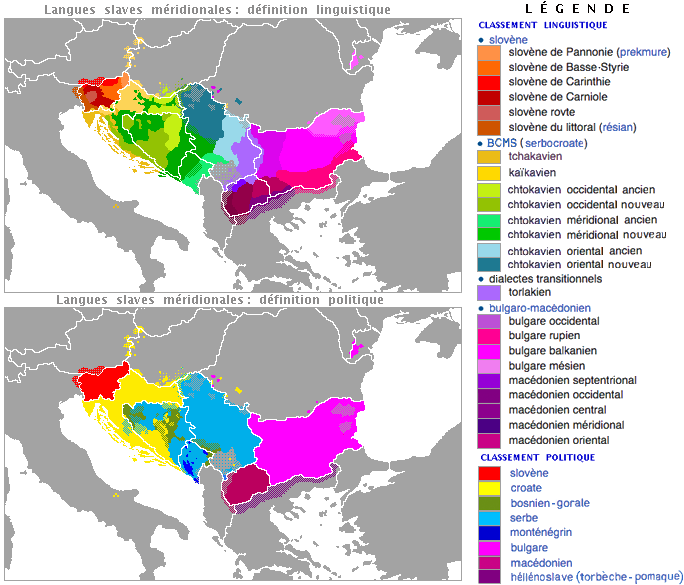
'Limbile slave de Sud.

Slavii de sud reprezintă o ramură sudică din popoarele slave, care locuiesc în Balcani, în special zonele fostei federații Iugoslavia (însemnând "Țara slavilor de sud") și în Bulgaria. Din punct de vedere geografic, slavii de sud sunt nativi în sudul câmpiei Panoniei, în Alpii de est, și în peninsula Balcanică, și sunt vorbitori de limbi slave de sud. Numărând aproximativ 35 de milioane de oameni, acest grup este împărțit în două ramuri  
Slavii au apărut pe teritoriile românilor între secolele V și VII. Majoritatea  lor au fost asimilați de daco-romanii autohtoni, iar o mică parte, între secolele X-XI, au fost nevoiți să părăsească aceste teritorii din cauza războaielor aproape permanente dintre pecenegi și slavii statului kievean.